# ماريانو باسيني
ماريانو باسيني (بالإسبانية: Mariano Pasini)‏ هو لاعب كرة قدم أرجنتيني في مركز الوسط، ولد في 19 أكتوبر 1979 في بوينس آيرس في الأرجنتين. لعب مع أتلتيكو أتلانتا وتيغري وفيليز سارسفيلد.

## وصلات خارجية
- ماريانو باسيني على موقع قاعدة بيانات كرة القدم.إي يو (الإنجليزية)
- ماريانو باسيني على موقع عالم كرة القدم.نت (الإنجليزية)